# Центар за културу „Семберија” Бијељина
Центар за културу "Семберија" Бијељина je установа културе у Бијељини, Република Српска, БиХ, основана 2007. године. Налази се на адреси Кнеза Милоша бр. 30.

## Опште информације
Спајањем три институције, Дома омладине, Биоскопа и Галерије у једну институцију, основан је Центар за културу "Семберија" Бијељина 10. јула 2007. године. 
Основне делатности Центра за културу "Семберија" Бијељина су:
- сценска дешавања,
- биоскопске пројекције,
- галеријске изложбе и
- образовни садржаји.

## Простор Центра за културу и образовање
Простор Центра за културу "Семберија" Бијељина чини:
- Велика сала (капацитет 530 места; сала је опремљена са озвучењем и расветом, кинопројекторима за приказивање филмова)
- Галерија - изложбени простор

## Културни садржаји
Програми који се организују у Центру за културу "Семберија" Бијељина су:
 
- позоришни програми,
 
- концертни програми, 

- филмски програми,
 
- ликовни програми, 

- образовни програми,
 
- књижевни програми.

Центар за културу "Семберија" Бијељина организује неколико школа:

- школу глуме,
 
- школу плеса,
 
- школу манекена,
 
- школу гитаре.

### Сарадња
Центар за културу "Семберија" Бијељина сарађује са свим културно-уметничким друштвима са подручја општине. 